# Briesen (powiat Spree-Neiße)
Briesen (dolnołuż. Brjazyna) – gmina i miejscowość w Niemczech, w kraju związkowym Brandenburgia, w powiecie Spree-Neiße, wchodzi w skład urzędu Burg (Spreewald).